# Zhao Hanyang
Zhao Hanyang (chinesisch 赵翰洋, Pinyin Zhào Hànyáng; * 20. Oktober 1999) ist ein chinesischer Snookerspieler. 2025 qualifizierte er sich für die Profitour.

## Karriere
Der Vater von Zhao Hanyang wurde in den 2000er Jahren ein Fan von Ding Junhui, nachdem der den internationalen Durchbruch geschafft hatte, und richtete sich im Haus einen eigenen Billardtisch ein. Der Sohn begann mit 8 Jahren darauf zu spielen und erwies sich als Talent. Als Wu Wenzhong, der schon Profispieler wie Ding und Zhou Yuelong gefördert hatte, sich bereit erklärte, ihn zu trainieren, gab die Familie die Autowerkstatt in Shaanxi in Zentralchina auf und zog nach Guangdong an der Südostküste. Mit 11 Jahren spielte Zhao Hanyang erfolgreich nationale Jugendturniere und mit 12 trat er beim Yixing Open an, einem für Amateure offenen Kleinturnier der Profitour. Bei den Haining Open erreichte er zwei Jahre später Runde 2, dann wurden diese Turniere eingestellt. International war danach von ihm nichts zu sehen, er gehörte aber als Erwachsener zum Kreis der Spieler, die in der CBSA China Tour auf höchster nationaler Ebene spielten.
Erst mit 24 Jahren unternahm Zhao einen ersten Versuch, sich über die Q-School-Turniere in Thailand für die World Snooker Tour zu qualifizieren. Im ersten Anlauf verlor er zweimal klar. Aber 2025 kam er im ersten Turnier bereits in die Vorschlussrunde, wo er gegen den späteren Qualifikanten Chatchapong Nasa verlor. Im zweiten Turnier überstand er in dieser Runde die Herausforderung gegen Ex-Profi Thor Chuan Leong mit 4:3 und mit einem 4:1-Sieg im Entscheidungsspiel gegen Narongdat Takantong gelang ihm die Qualifikation für die nächsten beiden Spielzeiten der Profitour.
Seine erste Profipartie gewann er mit 5:1 gegen Sanderson Lam und er qualifizierte sich damit für das Hauptturnier der Wuhan Open in seiner Heimat.